# Magne Thorleiv Rønning
Magne Thorleiv Rønning (* 5. April 1982) ist ein ehemaliger norwegischer Biathlet.
Magne Thorleiv Rønning gab bei den Juniorenweltmeisterschaften in Chanty-Mansijsk sein Debüt auf internationaler Ebene. Hier wurde er 13. im Sprint und 14. in der Verfolgung. Im Jahr darauf startete er in Ridnaun erneut bei der Junioren-WM, dieses Mal jedoch ohne nennenswerte Ergebnisse. Zum Beginn der Saison 2002/03 gab Rønning im norwegischen Ål sein Debüt im Europacup. Im Einzel wurde er hier Vierter, im Sprint Dritter. Auch in der folgenden Saison startete Rønning im Europacup. Höhepunkt der Saison war die Teilnahme an der Militärweltmeisterschaft. Im Patrouillenlauf gewann er mit der zweiten norwegischen Staffel um Anstein Mykland, Hans Martin Gjedrem und Kristen Skjeldal die Bronzemedaille. Die folgende Saison 2004 brachte Rønnings Debüt im Biathlon-Weltcup. Bei einem Sprint in Östersund belegte er den 72. Platz. Ein Jahr später gewann er an selber Stelle als 25. im Sprint und 16. in der Verfolgung erste Weltcuppunkte. Der 16. Platz ist sein bislang bester im Weltcup. Rønning gewann 2004 in Geilo ein Europacup-Sprintrennen, 2008 in Osrblie mit der norwegischen Staffel sowie bei norwegischen Meisterschaften jeweils zwei Silber- und zwei Bronzemedaillen.
Zur Saison 2008/09 beendete er seine Karriere, um sich verstärkt um seine Familie und seinen Bauernhof kümmern zu können.

## Biathlon-Weltcup-Platzierungen
| Platzierung         | Einzel | Sprint | Verfolgung | Massenstart | Staffel | Gesamt |
| ------------------- | ------ | ------ | ---------- | ----------- | ------- | ------ |
| 1. Platz            |        |        |            |             |         |        |
| 2. Platz            |        |        |            |             |         |        |
| 3. Platz            |        |        |            |             |         |        |
| Top 10              |        |        |            |             |         |        |
| Punkteränge         |        | 2      | 3          |             |         | 5      |
| Starts              | 2      | 8      | 5          |             |         | 15     |
| Stand: Karriereende |        |        |            |             |         |        |